# Dendrobium macrophyllum
Dendrobium macrophylla là một loài lan trong chi Lan hoàng thảo.